# Paitobius simitus
Paitobius simitus är en mångfotingart som först beskrevs av Chamberlin 1911.  Paitobius simitus ingår i släktet Paitobius och familjen stenkrypare. Inga underarter finns listade i Catalogue of Life.